# Dacnusa dolorosa
Dacnusa dolorosa är en stekelart som beskrevs av Marshall 1898. Dacnusa dolorosa ingår i släktet Dacnusa och familjen bracksteklar. Inga underarter finns listade i Catalogue of Life.